# Галагуровка (Кобелякский район)
Галагуровка (укр. Галагурівка) — село,
Золотаревский сельский совет,
Кобелякский район,
Полтавская область,
Украина.
Код КОАТУУ — 5321882203. Население по переписи 2001 года составляло 13 человек.

## Географическое положение
Село Галагуровка находится в 2-х км от правого берега реки Кобелячка.
На расстоянии в 1 км расположены сёла Золотаревка и Медяновка.
По селу протекает пересыхающий ручей с запрудой.
Рядом проходит автомобильная дорога Р-52.